# Terence Davis
Terence B. Davis II (Southaven, Misisipi, 16 de mayo de 1997) es un baloncestista estadounidense que pertenece a la plantilla de los Sacramento Kings de la NBA. Con 1,93 metros de estatura, ocupa la posición de escolta.

## Trayectoria deportiva

### Universidad
Jugó cuatro temporadas con los Rebels de la Universidad de Misisipi, en las que promedió 12,5 puntos,  4,9 rebotes, 2,5 asistencias y 1,2 robos de balón por partido. Fue incluido en su última temporada por los entrenadores en el segundo mejor quinteto de la Southeastern Conference.

#### Estadísticas
| Año     | Equipo   | PJ  | PT | MPP  | %TC  | %3P  | %TL  | RPP | APP | ROB | TPP | PPP  |
| ------- | -------- | --- | -- | ---- | ---- | ---- | ---- | --- | --- | --- | --- | ---- |
| 2015–16 | Ole Miss | 20  | 0  | 6.6  | .433 | .273 | .368 | .9  | .3  | .4  | .1  | 1.8  |
| 2016–17 | Ole Miss | 36  | 26 | 25.3 | .482 | .333 | .723 | 5.3 | 1.8 | 1.4 | .5  | 14.9 |
| 2017–18 | Ole Miss | 32  | 24 | 27.3 | .407 | .317 | .720 | 6.2 | 2.1 | .9  | .9  | 13.8 |
| 2018–19 | Ole Miss | 33  | 32 | 31.0 | .444 | .371 | .772 | 5.8 | 3.5 | 1.6 | .6  | 15.2 |
| Total   | Total    | 121 | 82 | 24.3 | .445 | .339 | .717 | 4.9 | 2.1 | 1.2 | .6  | 12.5 |

### Profesional
Tras no ser elegido en el Draft de la NBA de 2019, disputó las Ligas de Verano de la NBA con los Denver Nuggets y los Toronto Raptors, promediando en total 18,3 puntos, 6,0 rebotes y 5,0 asistencias por partido, lo que le valió para firmar su primer contrato profesional con los Raptors por dos temporadas, con el primer año garantizado. Al término de la temporada fue elegido en el segundo mejor quinteto de rookies.
Durante su segunda temporada en Toronto, el 25 de marzo de 2021, es traspasado a Sacramento Kings. Tras un año en Sacramento, Davis rechazó la qualifying offer por valor de 1,9 millones de dólares y se convirtió en agente libre restringido. Pero finalmente, el 4 de agosto de 2021, llegó a un acuerdo con los Kings por $8 millones y 2 años.
El 11 de diciembre de 2023 firma con los Rip City Remix de la NBA G League. Sin embargo es cortado en enero de 2024 tras una grave lesión.
El 2 de octubre de 2024 firma con Milwaukee Bucks, pero el 15 de octubre es cortado antes del inicio de la temporada. El 28 de octubre se incorporó a los Wisconsin Herd.
El 9 de abril de 2025 firmó con los Sacramento Kings hasta final de temporada.

## Estadísticas de su carrera en la NBA

### Temporada regular
| Año     | Equipo     | PJ  | PT | MPP  | %TC  | %3P  | %TL  | RPP | APP | ROB | TPP | PPP  |
| ------- | ---------- | --- | -- | ---- | ---- | ---- | ---- | --- | --- | --- | --- | ---- |
| 2019-20 | Toronto    | 72  | 4  | 16.8 | .456 | .388 | .864 | 3.3 | 1.6 | .5  | .2  | 7.5  |
| 2020-21 | Toronto    | 34  | 4  | 14.5 | .414 | .361 | .889 | 1.9 | 1.1 | .5  | .2  | 6.9  |
| 2020-21 | Sacramento | 27  | 0  | 21.5 | .439 | .372 | .784 | 3.3 | 1.7 | 1.0 | .3  | 11.1 |
| 2021-22 | Sacramento | 30  | 11 | 17.9 | .423 | .329 | .818 | 3.1 | 1.3 | .8  | .4  | 10.4 |
| 2022-23 | Sacramento | 64  | 5  | 13.1 | .423 | .366 | .791 | 2.2 | 1.0 | .7  | .2  | 6.7  |
| 2024-25 | Sacramento | 1   | 0  | 8.0  | .000 | .000 | .000 | 1.0 | 1.0 | .0  | .0  | .0   |
| Total   | Total      | 228 | 24 | 16.1 | .433 | .366 | .826 | 2.7 | 1.3 | .7  | .2  | 8.0  |

### Playoffs
| Año   | Equipo     | PJ | PT | MPP  | %TC  | %3P  | %TL   | RPP | APP | ROB | TPP | PPP |
| ----- | ---------- | -- | -- | ---- | ---- | ---- | ----- | --- | --- | --- | --- | --- |
| 2020  | Toronto    | 6  | 0  | 14.0 | .483 | .421 | 1.000 | 2.2 | 1.2 | .2  | .0  | 7.2 |
| 2023  | Sacramento | 4  | 0  | 14.4 | .400 | .353 | 1.000 | 2.3 | 1.5 | .3  | .0  | 6.0 |
| Total | Total      | 10 | 0  | 14.1 | .449 | .389 | 1.000 | 2.2 | 1.3 | .2  | .0  | 6.7 |